# 肖扬
肖扬（1938年8月—2019年4月19日），汉族，广东河源人，中国共产黨、中华人民共和国法官及政治人物，原副国级领导人。中国人民大学法律系毕业，1962年1月参加工作，1966年5月加入中国共产党，中共第十五、十六届中央委员。曾于1998年至2008年担任中华人民共和国最高人民法院院长，为中华人民共和国首席大法官。

## 生平

### 仕途
1962年大学毕业后，肖扬被分配到新疆维吾尔自治区政法干校担任教师，八个月后被调回广东。他长期在基层单位工作，历任曲江县公安局干部，县委宣传部、县委办公室干事，县办副主任，乡公社党委书记，县委常委、兼县办主任，韶关市武江区区委书记，清远地委副书记等职务。
1983年，肖扬调任广东省人民检察院副检察长、党组副书记。1986年，升任检察长。1989年民主运动过后，在邓小平的“临时大政策”设想下，肖扬提出设立惩治贪污贿赂专门机构的设想，参与广东省人民检察院反贪污贿赂工作局的创建，这是中华人民共和国建国后的首个反贪局。
1990年，肖扬被调到中央工作，升任最高人民检察院副检察长、检察委员会委员。1992年起，兼任最高人民检察院党组副书记。1993年3月，出任司法部部长，成为李鹏内阁成员。1998年3月，当选最高人民法院院长，2003年3月连任，2008年3月卸任。

### 执掌最高法院
最高人民法院院长任内，肖扬致力于司法改革；在基层人民法院曾进行过诸多试验：如北京朝阳区法院的诉前调解与和解机制改革，天津法院在司法救助上的探索等。官方媒体评价其司法改革中，当列首位的突破性进展是，2007年最高人民法院对死刑复核权的收回。

### 退休生活
2009年6月10日，中国人民大学举行仪式，肖扬被聘为该校法学院博士生导师，成为中国最高法院卸任院长担任博导先例。

### 逝世
2019年4月19日4时58分，肖扬因病在北京逝世，享年81岁。官方评价其为“中国共产党的优秀党员，忠诚的共产主义战士，我国政法战线的杰出领导人”。